# Astronomischer Turm
Die Bezeichnung astronomischer Turm oder mathematischer Turm wurde früher als Synonym für Sternwarten verwendet, wenn sie die Höhe mehrerer Stockwerke erreichten. Diese meist zwischen 15 und 30 Meter hohen Bauwerke waren nicht nur ein Ort für astronomische Beobachtungen, sondern auch eine Art Statussymbol. In manchen waren zusätzlich wissenschaftliche Museen oder Bibliotheken untergebracht, bisweilen auch die ab dem 17. Jahrhundert zunehmend beliebten physikalischen Wunderkammern.

## Geschichte

### Antike
Schon in der frühen Antike gab es Tempel oder andere repräsentative Bauten, deren Obergeschoss für Hof- oder Priesterastronomen als Beobachtungsplattform dienten. Beispiele sind einige babylonische Zikkurate, mittelamerikanische Stufentempel und wahrscheinlich auch der Turm von Babel. In Griechenland diente vermutlich der 13 m hohe, achteckige Turm der Winde (Athen) als Sternwarte, den der Astronom Andronikos von Kyrrhos im 1. Jahrhundert v. Chr. errichtete.

### Blütezeit des Islam
Nicht genau bekannt ist die Bauart der Sternwarten, die in der kulturellen Hochblüte von Arabien über Persien bis zu den Mongolen benützt wurden. Wahrscheinlich hatten auch sie stabile Plattformen auf Beobachtungstürmen, worauf die Genauigkeit der Mauerquadranten und anderer Messungen sowie der Ekliptikschiefe hindeutet. Wichtige Standorte des 9. bis 13. Jahrhunderts waren u. a. Bagdad, Alexandria, Schiras oder Samarkand (siehe Großer Sextant von Ulug Begs Observatorium 1425), und in Spanien die Sternwarte Alfons X. in Toledo um 1250.

### Europa der Neuzeit
In anderen Teilen Europas sind derartige Bauten mit antiken und arabischen Einflüssen erst ab dem späten Mittelalter entstanden, unter anderem im 14. Jahrhundert der Turm des Heinrich von Langenstein am Herzogskolleg in Wien.
Zum Vorbild vieler späterer Turmsternwarten dienten aber vor allem:
- der Turm der Winde im Vatikan, die 73 m hohe Beobachtungs-Plattform der ersten Vatikansternwarte. Sie wurde 1578–1580 dem heute für die Vatikanische Bibliothek dienenden 4-stöckigen Trakt aufgesetzt und nach dem Athener Vorbild benannt;
- der mathematische Turm der Sternwarte Kremsmünster von 1749. Der 50 Meter hohe, vom Benediktinerstift Kremsmünster errichtete Bau gilt als das erste Hochhaus der Welt. Er diente bis ins frühe 20. Jahrhundert als Sternwarte und bis heute als Wetterstation mit der längsten Datenreihe. In den unteren Geschossen des Turms wurden Kunstsammlungen und verschiedene Museen untergebracht. Alle vier Aspekte zeigen die Aufgeschlossenheit der Benediktiner gegenüber neuen Entwicklungen in Wissenschaft und Kunst;[1]
- der Turm des Clementinums der Jesuiten in Prag (um 1700). Es wurde zum Vorbild einiger früher Universitätssternwarten.

Ab etwa 1600 wurden ähnliche Türme für viele Sternwarten von Universitäten, Klöstern und Bauwerke des Adels errichtet. Solche Bauten sind unter anderem:
- der für Johannes Kepler von seinem Schwiegervater um 1600 errichtete Turm von Schloss Mühlegg bei Gössendorf (Steiermark),
- der gewaltige Sucharew-Turm in Moskau von 1692 im Stil des Moskauer Barock, der einige Jahre später in 66 m Höhe durch General Bruce ein kleines Observatorium erhielt,
- Clementinum Prag um 1700
- Astronomischer Turm im Konventgarten der Benediktinerabtei Prüfening in Regensburg, Oberpfalz, erbaut 1750 / 1800. Dreigeschossiger Unterbau mit Satteldach und Schweifgiebel. Darauf , achteckiger Turmaufbau mit Glockendach und Rundbogenfenstern. Erbaut von Abt Martin Pronath.[2]
- der Turm von Schloss Wetzlas (um 1720) im Waldviertel, Niederösterreich,
- der Zwehrenturm in Kassel (um 1710),
- der Mathematische Turm der Universität Breslau, gebaut um 1730, Sternwarte ab 1790,
- die Sternwarte Kremsmünster (1749),
- die Alte Wiener Universitätssternwarte, Turmaufbau 1755 unter Maximilian Hell am Alma-Mater-Gebäude neben der Jesuitenkirche,
- das Osservatorio Astronomico di Brera der Jesuitensternwarte in Mailand (knapp 20 m, 1762), wo Giovanni Schiaparelli 1877 die Marskanäle entdeckte,
- der Mathematische Turm der Universitätssternwarte Graz, ein 12 m hoher Aufbau über dem Westtrakt in der Bürgergasse, zusätzlich mit einer Beobachtungsterrasse,
- der über 20 m hohe, einzelstehende Beobachtungsturm der Mannheimer Sternwarte (1772),
- der Sternwarteturm des Klosters Reichenbach am Regen (Bayern),
- der achteckige Turm der Sternwarte Halle (Sachsen-Anhalt) von 1788,
- der etwa 30 m hohe Turm der Pleißenburg (1549/1787) der Universitäts-Sternwarte Leipzig, abgerissen 1897
- der Kuppelaufbau auf dem Dach der Sternwarte Göttingen,
- und nicht zuletzt der Einsteinturm (1919) in Potsdam.

## Bildergalerie

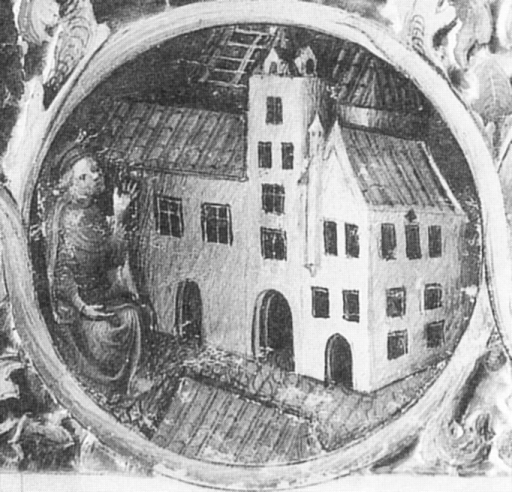
Buchmalerei um 1400: Herzogskolleg in Wien
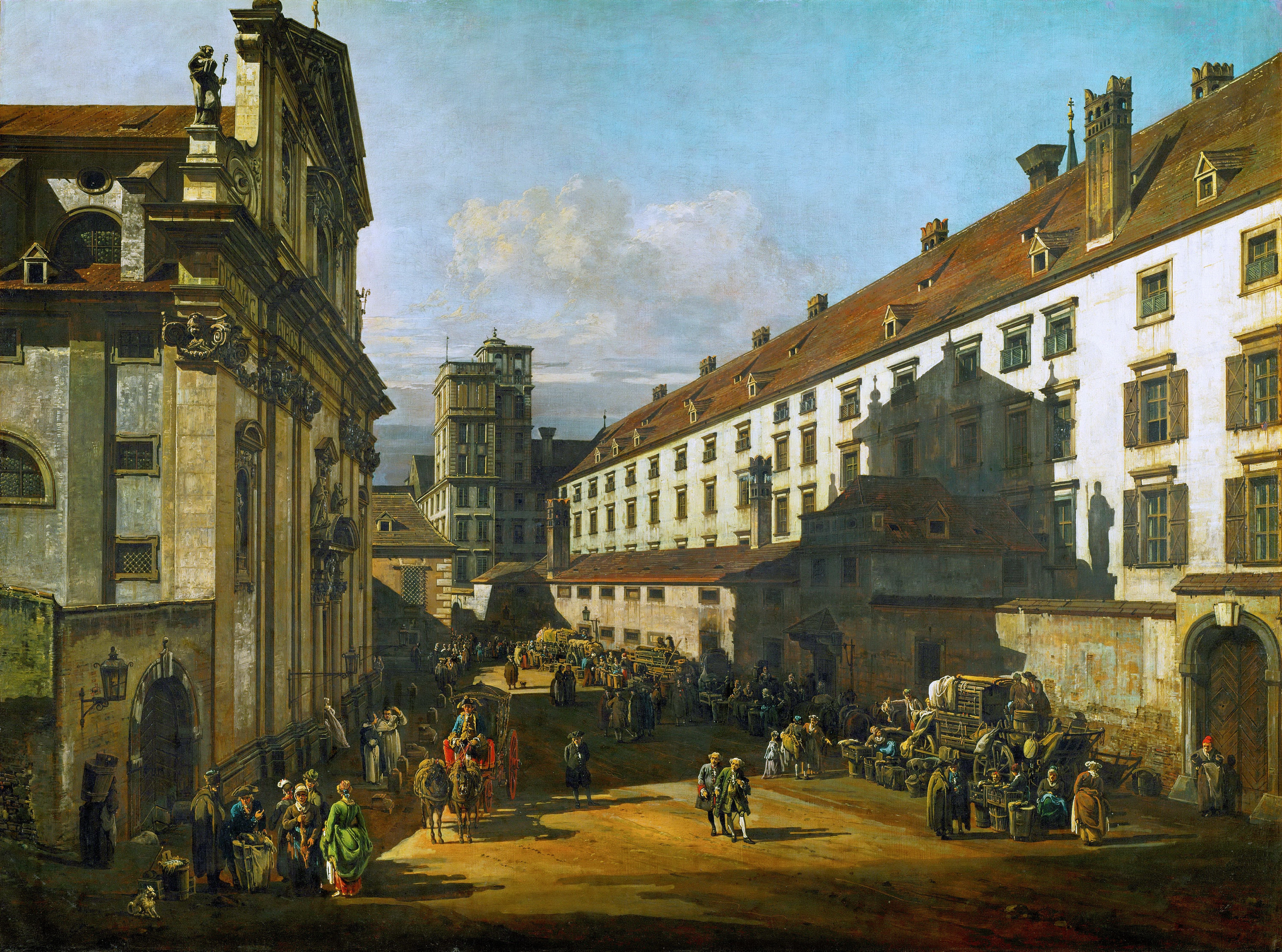
Alte Wiener Universität mit Beobachtungsturm, ~1760
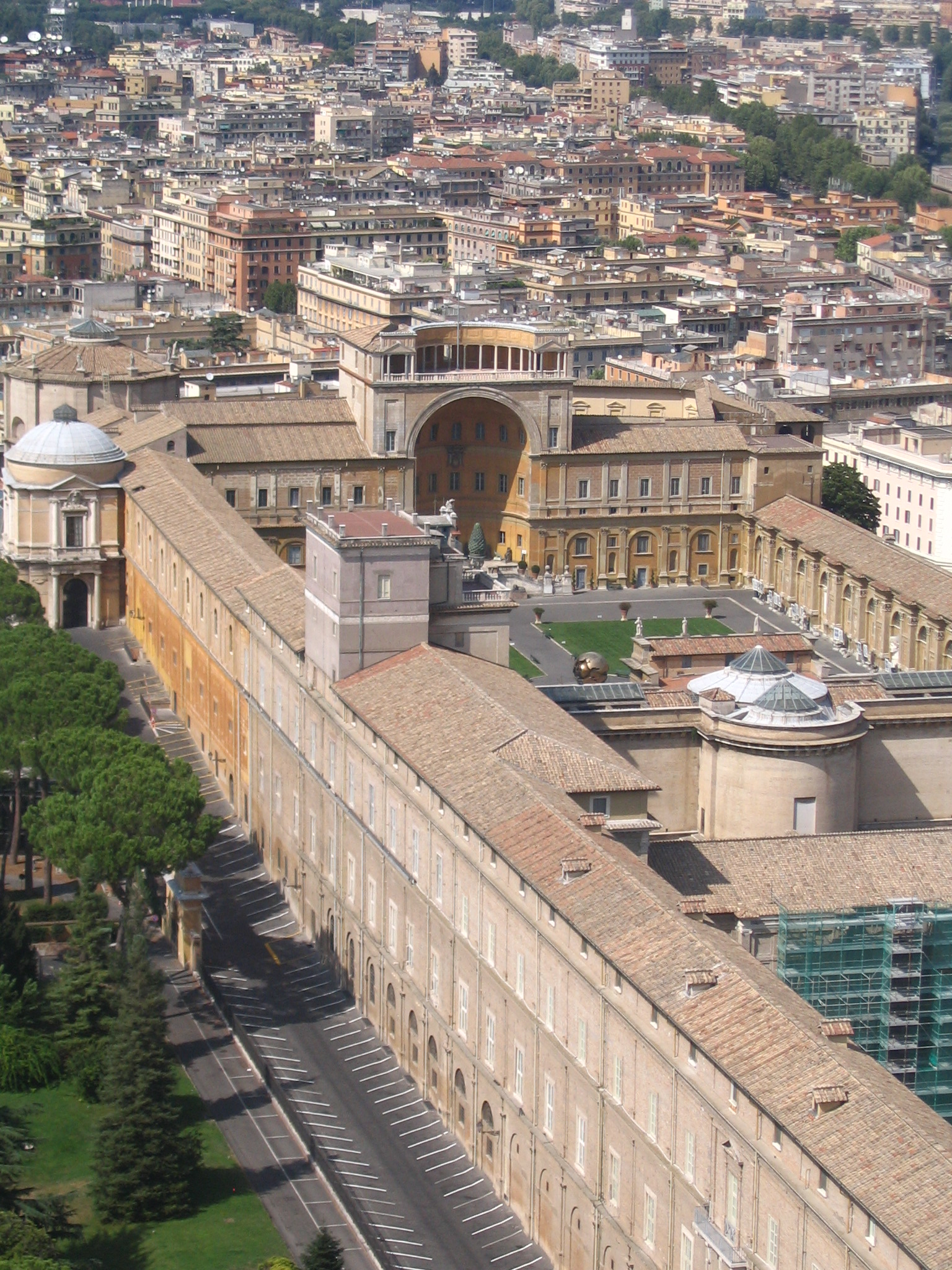
Turm der Winde, Vatikan (Bildmitte)
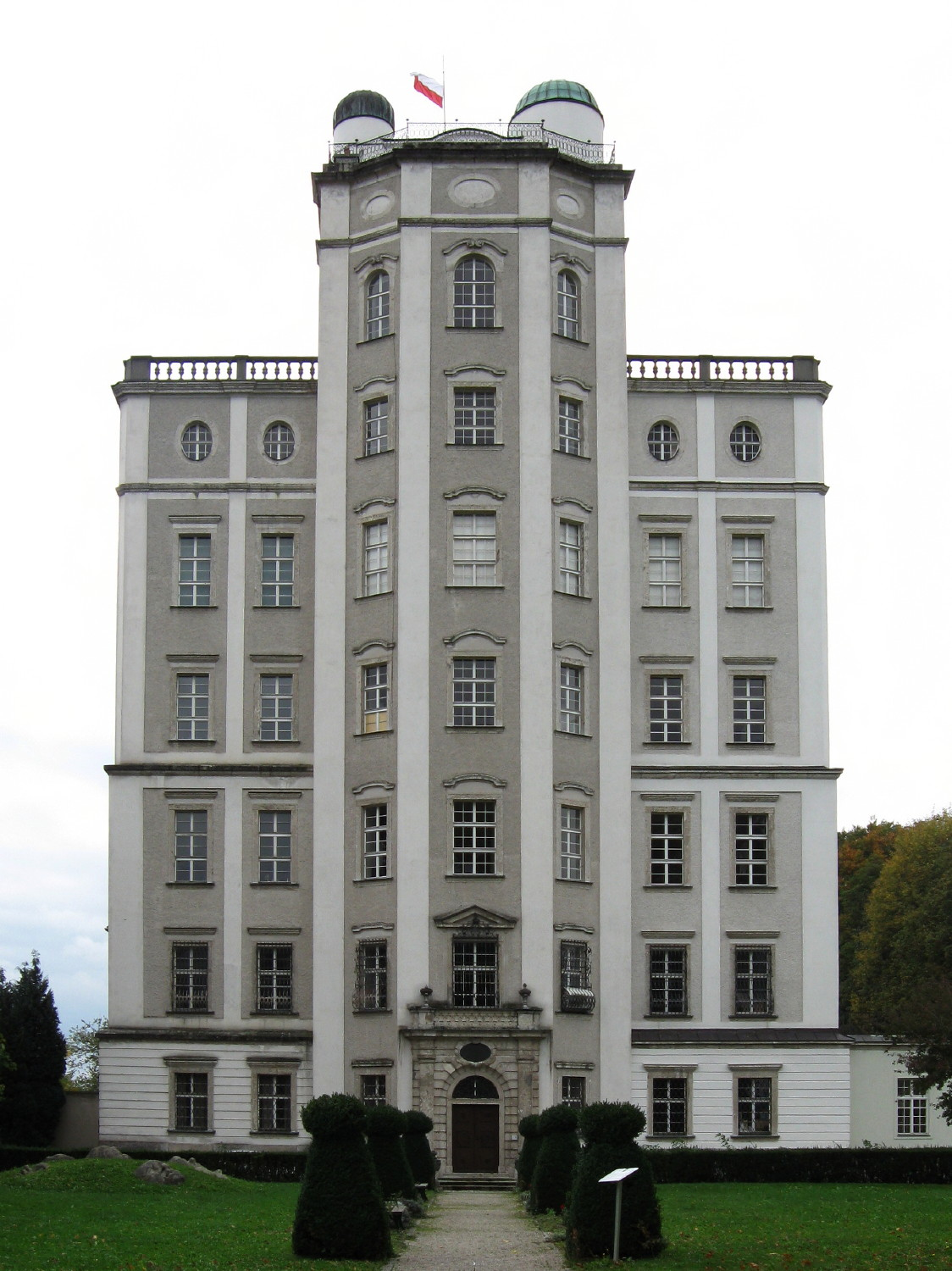
„Mathematischer Turm“, Kremsmünster
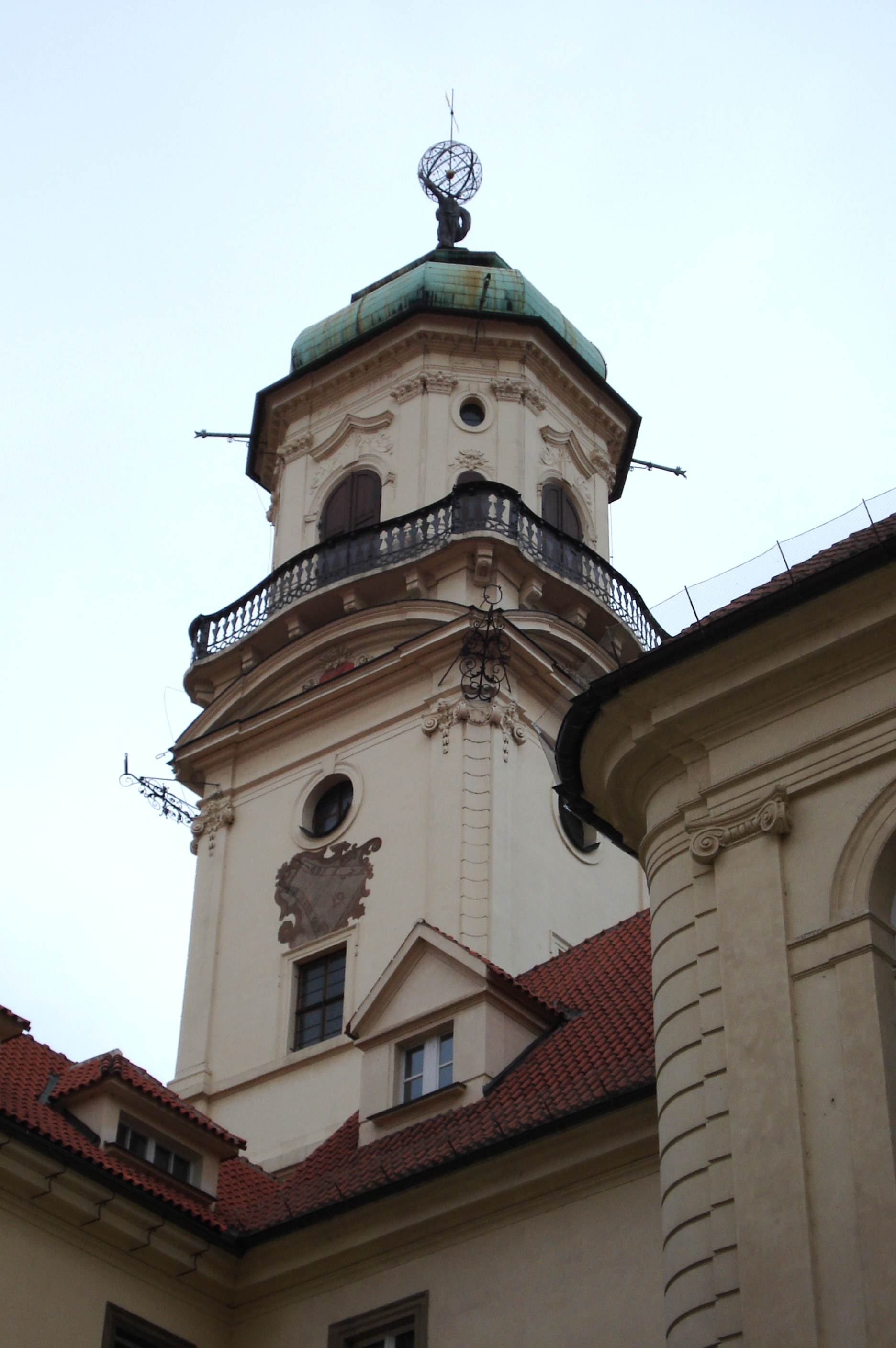
Prager Clementinum
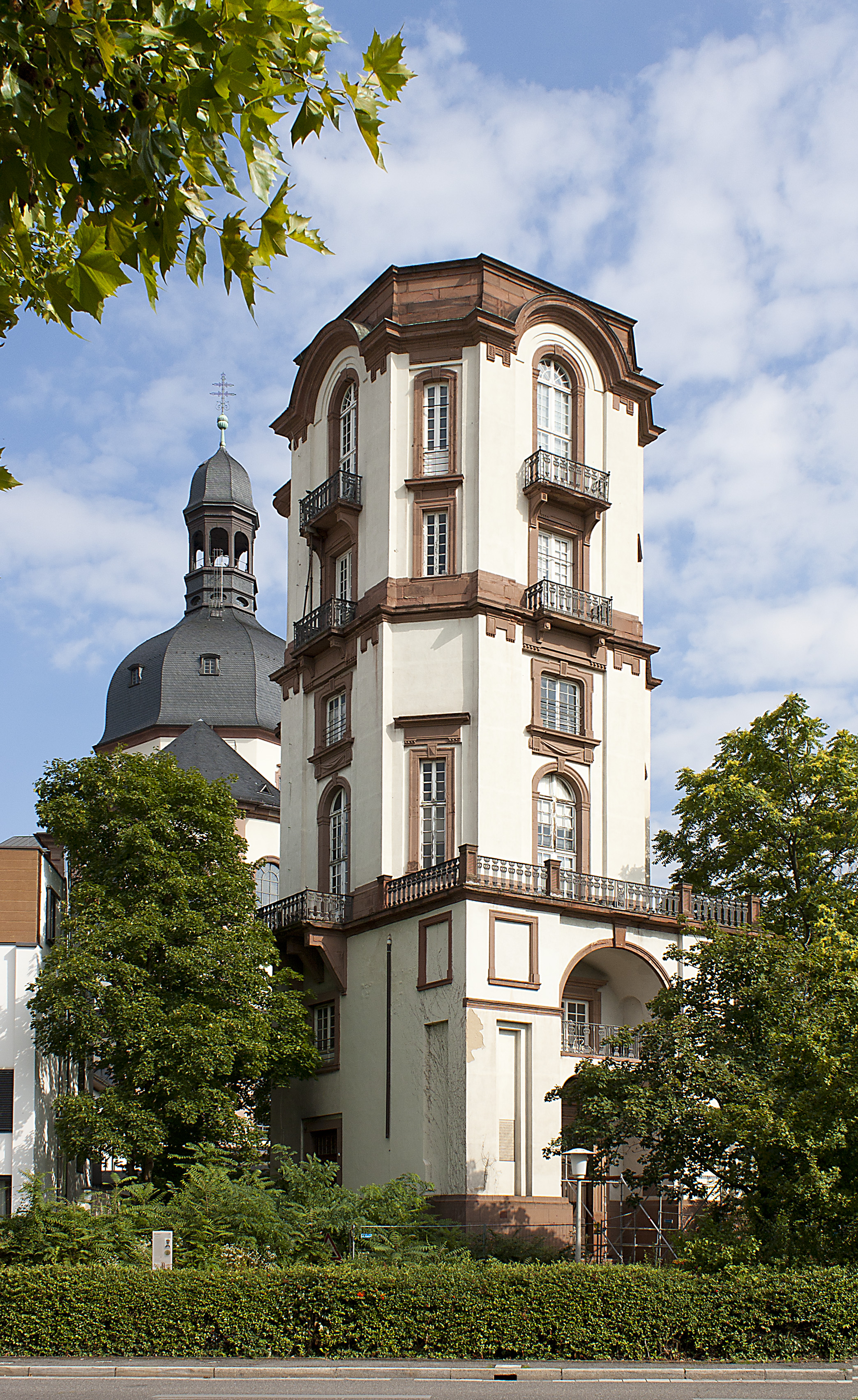
Sternwarte Mannheim
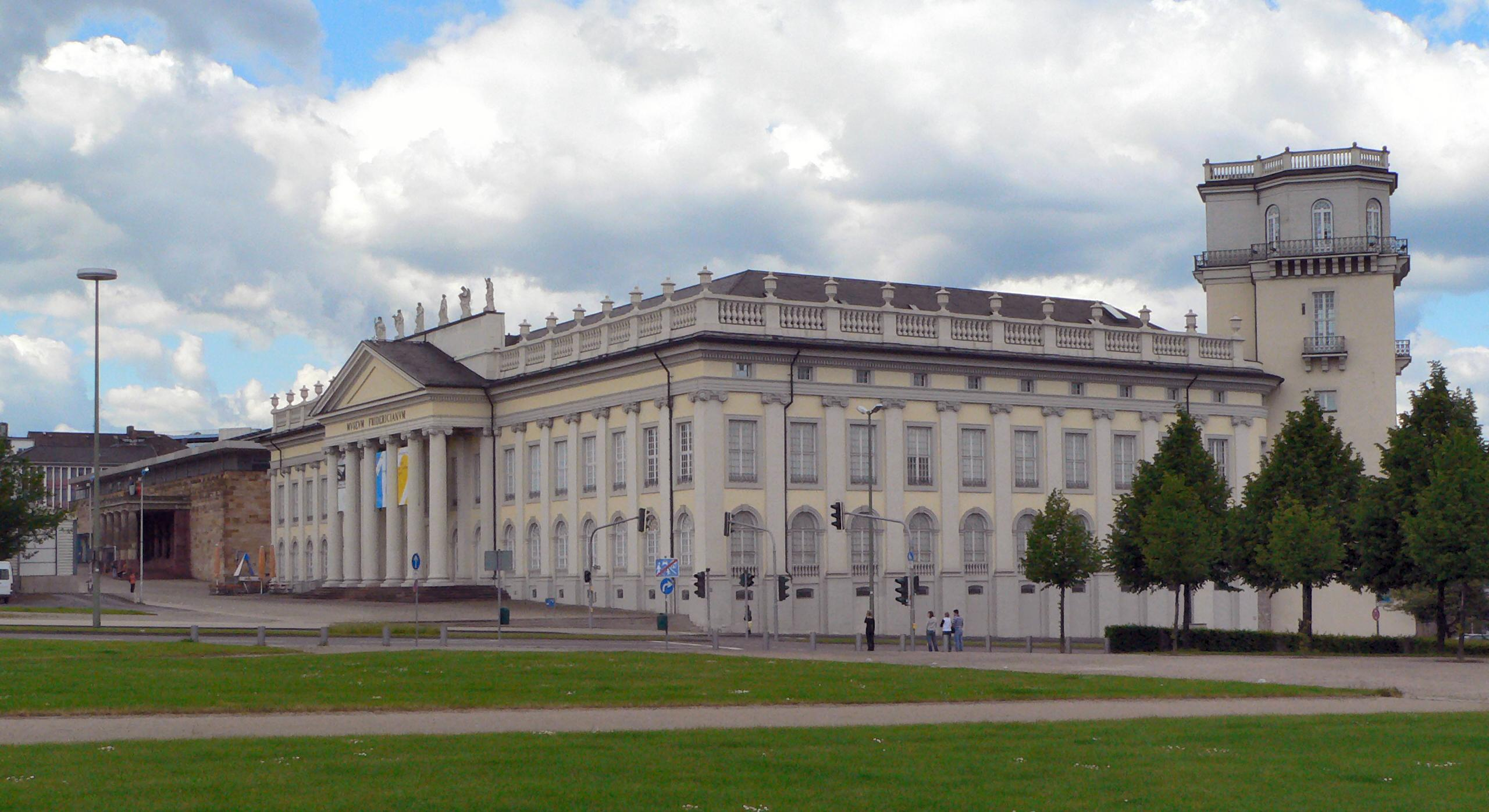
Zwehrenturm, Kassel
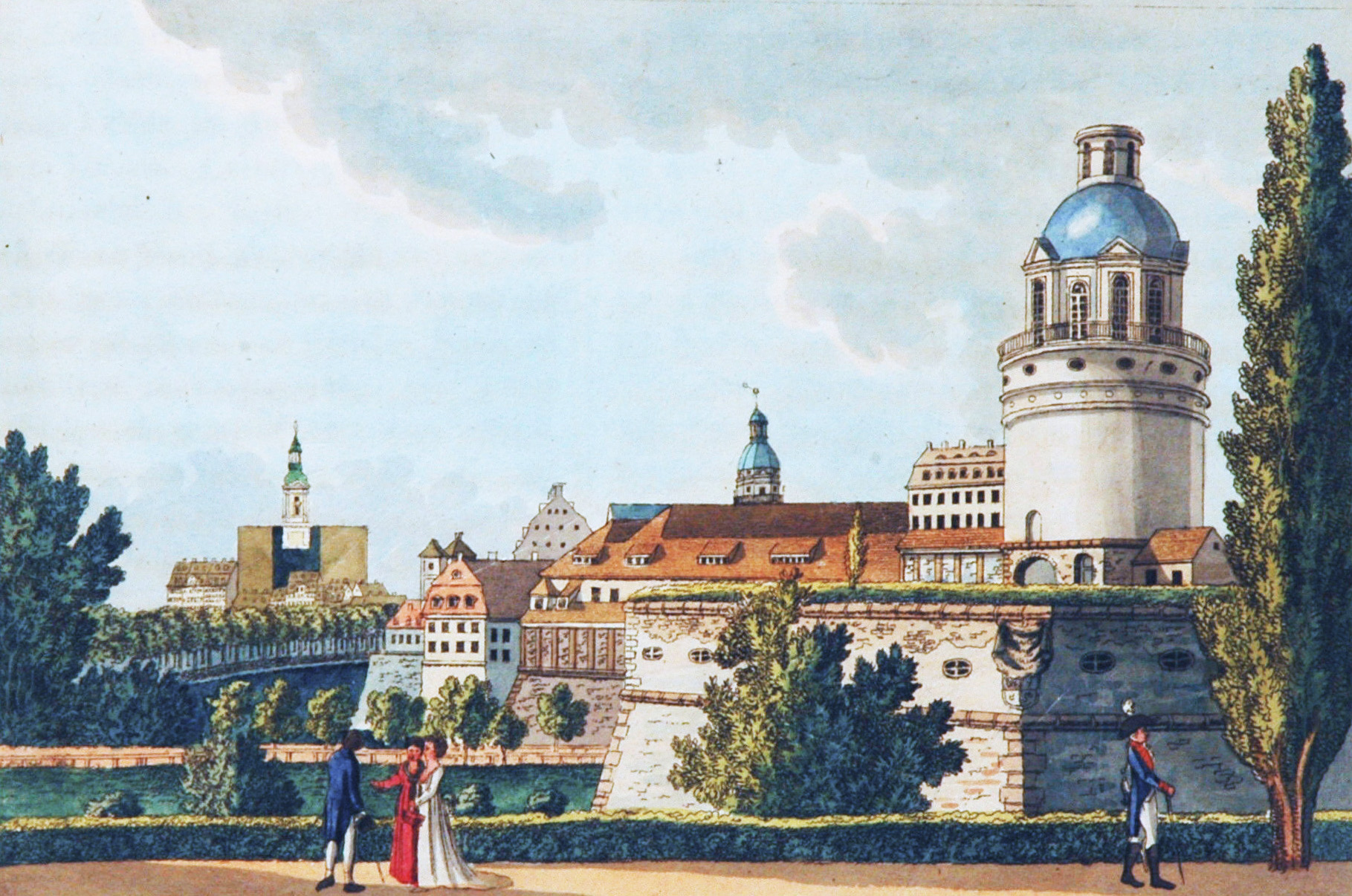
Leipziger Pleißenburg
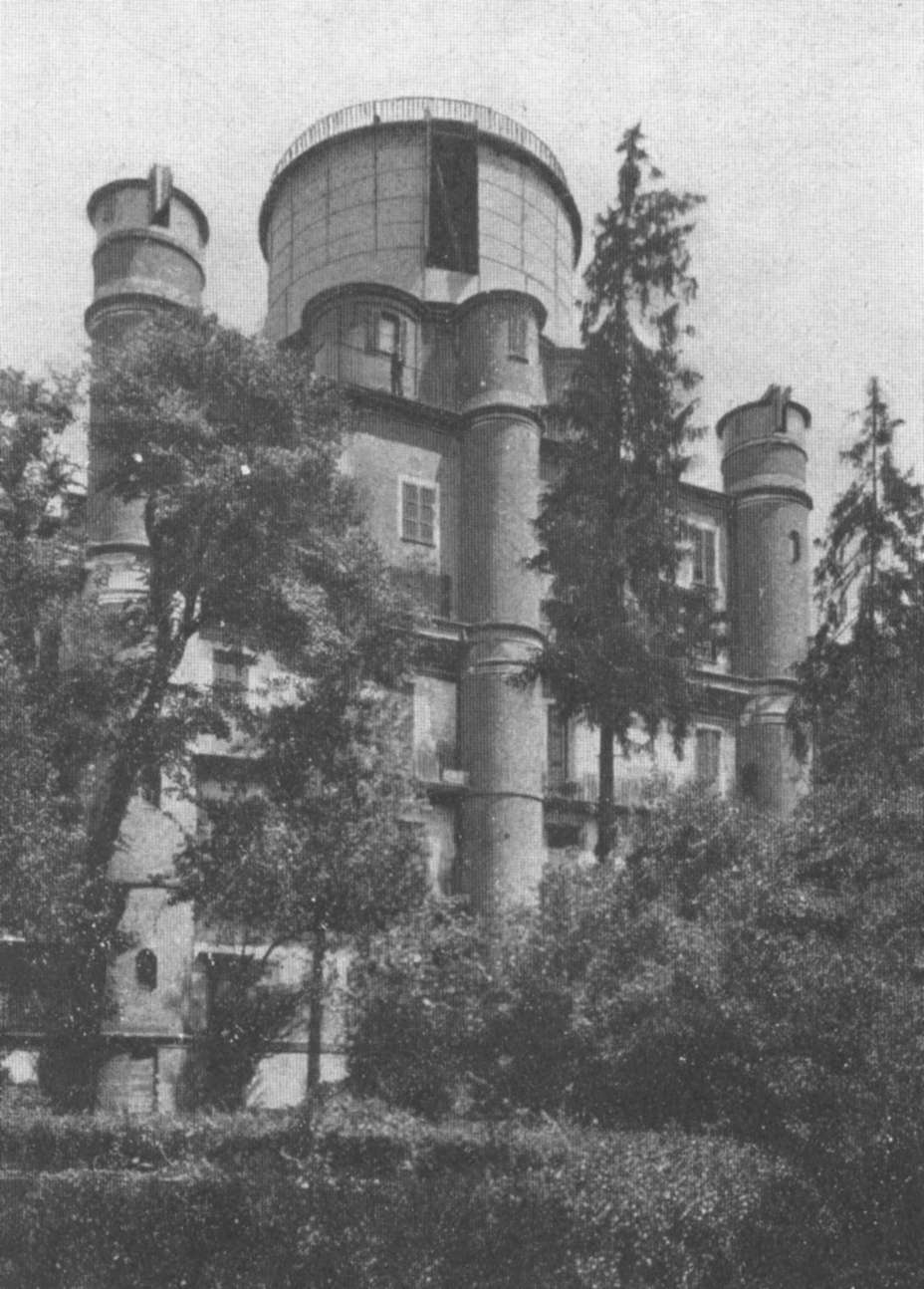
Brera-Sternwarte, Mailand
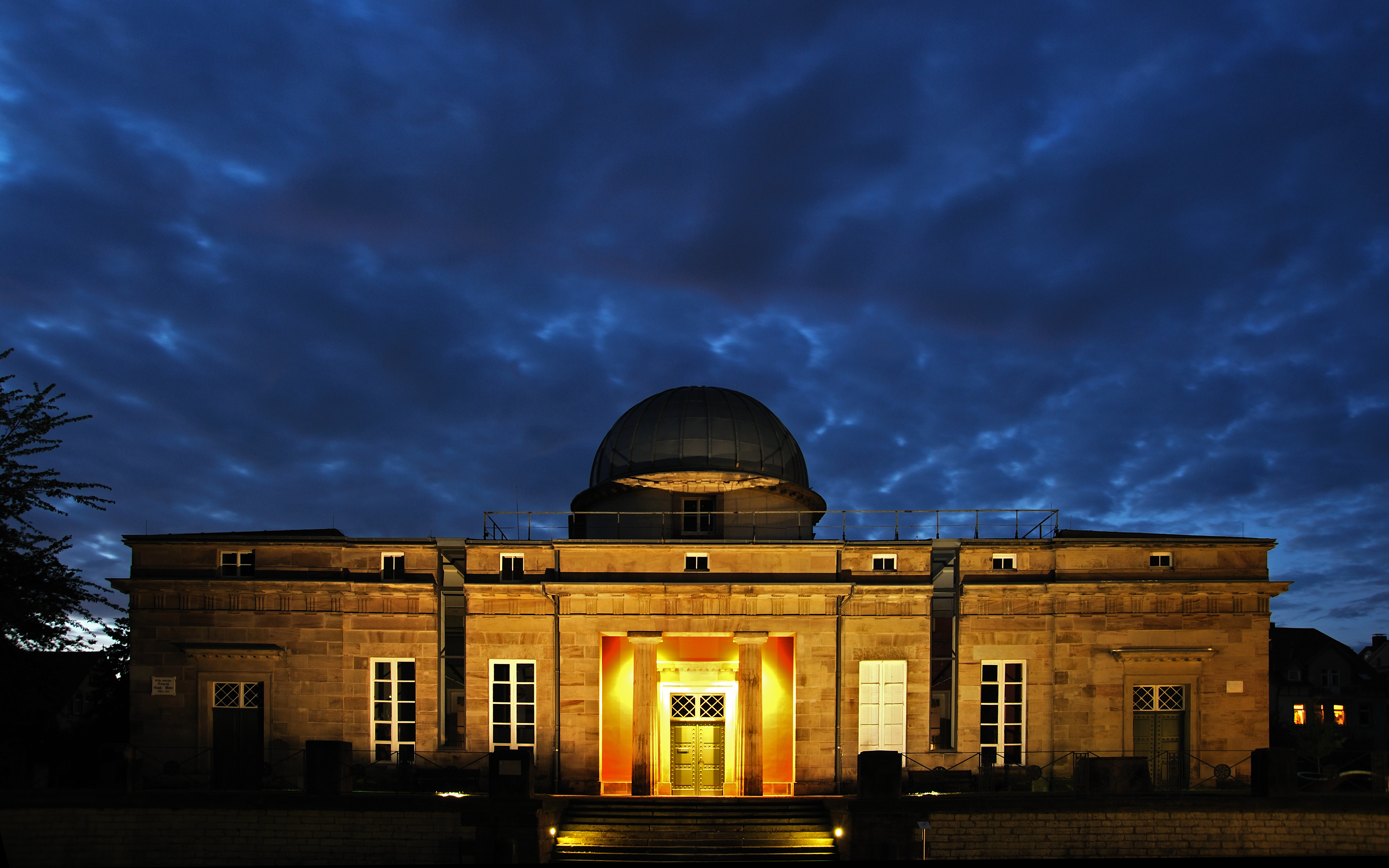
Sternwarte Göttingen
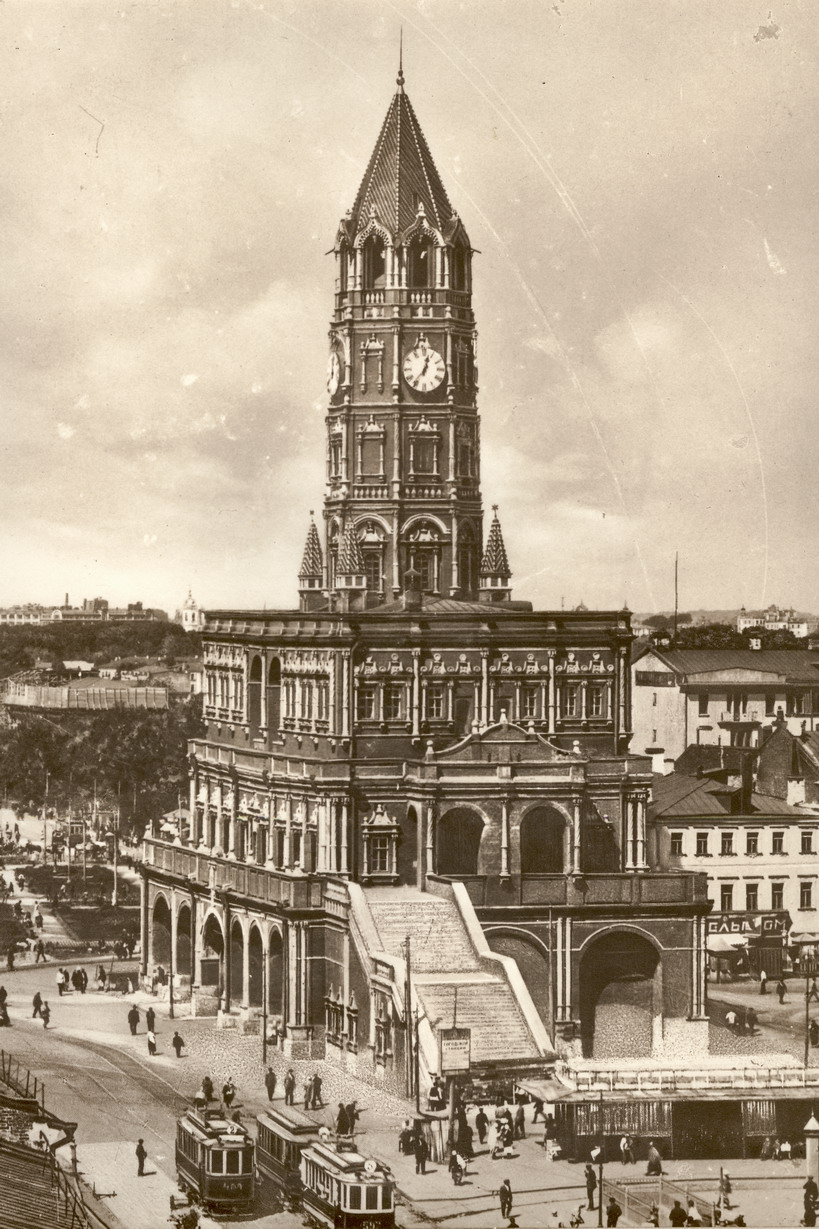
Sucharew-Turm, Moskau